# Saint-Remy (Henegouwen)
Saint-Remy is een dorp in de Belgische provincie Henegouwen, en een deelgemeente van de Waalse stad Chimay.
Saint-Rémy was een zelfstandige gemeente, tot die bij de gemeentelijke herindeling van 1977 toegevoegd werd aan de gemeente Chimay .

## Demografische ontwikkeling
- Bronnen:NIS, Opm:1831 tot en met 1970=volkstellingen, 1976= inwoneraantal op 31 december

## Bezienswaardigheden
- Het dorp ligt in de Ardennen